# Karl Sloboda
Karl Sloboda, Carl (Pozsony, 1875. október 25. – Bécs, 1929. február 26.) magyar származású bécsi vígjátékíró.

## Életrajza
A pozsonyi Első Takarékpénztár főtisztviselője volt. 1910-ben a bécsi Volkstheater előadta egy darabját. Ettől kezdve minden darabját németül írta, volt idő, hogy egyszerre hetven nagy német színpadon játszották a darabjait. A híre olyan nagy volt, hogy Amerikában is színre került egy-két darabja. Az első világháborút hősiesen végigharcolta, mint a pozsonyi 72. gyalogezred századosa, állandóan a fronton volt.
Igen halk szavú embernek ismerték. Darabjaiban, témáiban erősen hajlott, a radikalizmus felé, egyáltalában nem a jámbor polgári élet és erények írója volt. Színpadi hatásokban talán legerősebb munkája éppen az a darab, melyet — az egyetlent — Budapesten is előadtak, a Három csésze teát. (1920. január 9-én, Belvárosi Színház, Villányi Andor fordításában.)

## Művei
- Der ewige Krieg (1901)
- Pharisäer (1908)
- Der kleine Herrgott (1910)
- Die Klippe (1913)
- Am Teetisch (1915)
- Die Schlange (1922)
- Die Wette (1924)
- Rochus ist verloren (1926)